# کوناتیتسه
کوناتیتسه (به صربی: Konatice) یک منطقهٔ مسکونی در صربستان است که در اوبرنوواتس واقع شده‌است. کوناتیتسه ۱۴٫۸۵ کیلومتر مربع مساحت و ۷۷۹ نفر جمعیت دارد و ۱۷۳ متر بالاتر از سطح دریا واقع شده‌است.